# Zephyranthes pulchella
Zephyranthes pulchella là một loài thực vật có hoa trong họ Amaryllidaceae. Loài này được J.G.Sm. miêu tả khoa học đầu tiên năm 1893.